# قره‌ولی، نفت‌چاله
قره‌ولی (به ترکی آذربایجانی: Qaravəlli) یک منطقه مسکونی در جمهوری آذربایجان است که در شهرستان نفت‌چاله واقع شده است.